# Richard B. Bilder
Richard Bruce Bilder (* 3. November 1927 in South Orange, New Jersey; † 18. Januar 2025 in Madison, Wisconsin) war ein amerikanischer Jurist, der insbesondere im Bereich des Völkerrechts tätig war. Er war von 1965 bis 1998 Professor an der University of Wisconsin–Madison und erhielt in Anerkennung seines Wirkens 2016 die Manley-O.-Hudson-Medaille der Amerikanischen Gesellschaft für internationales Recht.

## Leben
Richard B. Bilder wurde 1927 in South Orange im US-Bundesstaat New Jersey geboren und erlangte 1949 einen B.A.-Abschluss in Politischer Ökonomie am Williams College in Williamstown, Massachusetts. Anschließend studierte er in den Jahren 1949/1950 mit einem Fulbright-Stipendium am Pembroke College der University of Cambridge sowie 1950/1951 am Massachusetts Institute of Technology jeweils Wirtschaftswissenschaften. Nachdem er seine Ausbildung 1956 an der juristischen Fakultät der Harvard University als Juris Doctor abgeschlossen hatte, erhielt er 1956 die Zulassung als Anwalt in New Jersey und im District of Columbia, 1960 am Obersten Gerichtshof der Vereinigten Staaten, 1965 in Wisconsin sowie 1968 am Court of Military Appeals. In den Jahren 1945/1946 und von 1951 bis 1953 leistete er Militärdienst in der United States Navy.
Von 1956 bis 1965 war er als Anwalt im Außenministerium der Vereinigten Staaten tätig und in diesem Rahmen Mitglied beziehungsweise Rechtsberater der Delegationen seines Heimatlandes bei verschiedenen internationalen Tagungen und Verhandlungen. Ab 1965 war er zunächst Assistenzprofessor beziehungsweise außerordentlicher Professor an der juristischen Fakultät der University of Wisconsin–Madison, an der er von 1967 bis 1998 als ordentlicher Professor fungierte. Nach seiner Emeritierung war er als Foley & Lardner-Bascom Emeritus Professor of Law und als Affiliate Professor of Environmental Studies weiterhin an der Hochschule tätig. Darüber hinaus wirkte er an verschiedenen Universitäten als Gastprofessor. Im Jahr 1975 unterrichtete er an der Haager Akademie für Völkerrecht.
Richard B. Bilder war verheiratet und Vater von vier Kindern.

## Wirken
Die Schwerpunkte von Richard B. Bilder in Lehre und Forschung waren das Völkerrecht und das Recht internationaler Organisationen. Dies betrifft insbesondere die Beilegung internationaler Streitigkeiten, das Seevölkerrecht, das internationale Umweltrecht sowie das Recht internationaler Beziehungen. Von 1981 bis 1983 fungierte er als Vizepräsident der Amerikanischen Gesellschaft für internationales Recht, ab 1972 war er Mitherausgeber des American Journal of International Law.

## Auszeichnungen
Richard B. Bilder erhielt 1982 für die Veröffentlichung seines Buches „Managing the Risks of International Agreement“ eine ehrenvolle Erwähnung der Amerikanischen Gesellschaft für internationales Recht sowie 2016 mit der Manley-O.-Hudson-Medaille deren höchste Auszeichnung. Von 1994 bis 1999 war er Ehrenvizepräsident der Gesellschaft. An der juristischen Fakultät der University of Wisconsin trägt ihm zu Ehren ein Stipendium für völkerrechtlich interessierte Studenten seinen Namen.

## Werke (Auswahl)
- The Settlement of Disputes in the Field of the International Law of the Environment. In: Recueil des Cours. Band 144. Martinus Nijhoff Publishers, Den Haag 1975, S. 139–240
- Managing the Risks of International Agreement. Madison 1981